# 拉马努金Θ函数
拉马努金theta函数是一个由英国数学家斯里尼瓦瑟·拉马努金定义的双变量复变theta函数，推广了雅可比theta函数，被广泛地运用在q-函数和级数的理论中。

## 定义
拉马努金theta函数被定义为
{\displaystyle f(a,b)\equiv \sum _{k=-\infty }^{\infty }a^{k(k+1)/2}b^{k(k-1)/2};/|ab|<1}而其中{\displaystyle f(a,b)=f(b,a)}
对于所有的{\displaystyle \forall a=-1}，拉马努金theta函数取到简单零点。
拉马努金theta函数也可以用q-珀赫哈默尔符号定义，如
{\displaystyle f(a,b)=(-a;ab)_{\infty }(-b;ab)_{\infty }(ab;ab)_{\infty }}
这说明与其他theta函数类似，拉马努金theta函数也与q-模拟存在紧密联系。它有一个积分表示，
{\displaystyle f(a,b)=1+\int _{0}^{\infty }{\frac {2a\exp(-t^{2}/2)}{\sqrt {2\pi }}}\left[{\frac {1-a{\sqrt {ab}}\cosh \left({\sqrt {\ln(ab)}}t\right)}{1+a^{3}b-2a{\sqrt {ab}}\cosh \left({\sqrt {\ln(ab)}}t\right)}}\right]dt+\int _{0}^{\infty }{\frac {2b\exp(-t^{2}/2)}{\sqrt {2\pi }}}\left[{\frac {1-b{\sqrt {ab}}\cosh \left({\sqrt {\ln(ab)}}t\right)}{1+ab^{3}-2b{\sqrt {ab}}\cosh \left({\sqrt {\ln(ab)}}t\right)}}\right]dt}

## 与其他函数的联系
单变量的拉马努金theta函数被定义成
{\displaystyle f(-q)\equiv f(-q,-q^{2})=(q,q)_{\infty };/|q|<1}
此外，拉马努金phi函数，拉马努金psi函数和拉马努金chi函数也是拉马努金theta函数的特殊单变量情形。它们之间的关系可以被解释为：
{\displaystyle \varphi (q)\equiv f(q,q)={\frac {(-q,-q)_{\infty }}{(+q,-q)_{\infty }}}}
而它就是第三雅可比theta函数的特例{\displaystyle \varphi (q)=\vartheta _{3}(q)}，它的级数表达是OEIS中的数列A000122 （页面存档备份，存于）。
{\displaystyle \psi (q)\equiv f(q,q^{3})={\frac {(q^{2},q^{2})_{\infty }}{(q,q^{2})_{\infty }}}}
它的级数表达是OEIS中的数列A010054 （页面存档备份，存于）。
{\displaystyle \chi (q)\equiv f(-q,q^{2})}
它的级数表达是OEIS中的数列A000700 （页面存档备份，存于）。

## 應用
拉馬努金theta函數用於確定玻色弦理論、超弦理論和M理論中的臨界維數。